# Константинувка (гміна Сейни)
Константинувка (пол. Konstantynówka) — село в Польщі, у гміні Сейни Сейненського повіту Підляського воєводства.
Населення — 48 осіб (2011).
У 1975-1998 роках село належало до Сувальського воєводства.

## Демографія
Демографічна структура станом на 31 березня 2011 року:
|          | Загалом | Допрацездатний вік | Працездатний вік | Постпрацездатний вік |
| -------- | ------- | ------------------ | ---------------- | -------------------- |
| Чоловіки | 28      | 2                  | 19               | 7                    |
| Жінки    | 20      | 0                  | 12               | 8                    |
| Разом    | 48      | 2                  | 31               | 15                   |